# Карбид ниобия
Карбид ниобия — бинарное неорганическое соединение металла ниобия и углерода с формулой NbС, 
серые или чёрные кристаллы, 
не растворимые в воде.

## Получение
- Нагревание смеси угля и порошкообразного ниобия:

{\displaystyle {\mathsf {Nb+C\ {\xrightarrow {1700^{o}C}}\ NbC}}}
- Нагревание смеси угля и оксида ниобия(V):

{\displaystyle {\mathsf {Nb_{2}O_{5}+7C\ {\xrightarrow {1200^{o}C}}\ 2NbC+5CO}}}

## Физические свойства
Карбид ниобия образует серые или чёрные кристаллы
кубической сингонии, пространственная группа F m3m, параметры ячейки a = 0,4458 нм, Z = 4.
В зависимости от способа получения продукт имеет значительные отклонения от стехиометрического состава.
В зависимости от состава при ≈12°К переходит в сверхпроводящее состояние.

## Химические свойства
- При нагревании на воздухе загорается:

{\displaystyle {\mathsf {4NbC+9O_{2}\ {\xrightarrow {T}}\ 2Nb_{2}O_{5}+4CO_{2}}}}
• При нагреве с оксидом ниобия(V) в инертной атмосфере(неон) образует ниобий и угарный газ:
{\displaystyle {\ce {5NbC + Nb2O5 ->[> 1600^oC,Ne] 7Nb + 5CO ^}}}

## Применение
Карбид ниобия способен образовывать тонкие плёнки на многих материалах, включая графит. Слой этого вещества толщиной всего 0,5 мм защищает от коррозии даже при высоких температурах. Поэтому покрытие карбидом ниобия используют в ракетах и турбинах, а также наносят на рабочую поверхность режущих инструментов с целью увеличения твёрдости стали.